# Park Narodowy Glacier (Kanada)
Park Narodowy Glacier (ang. Glacier National Park, fr. Parc national des Glaciers) – park narodowy położony w południowo-wschodniej części prowincji Kolumbia Brytyjska w Kanadzie. Park został utworzony w 1886, na powierzchni 1 349 km². Zawiera rozległy obszar lodowców w górach Selkirk Mountains.

## Fauna
Na terenie Parku Narodowego Glacier występuje wiele dzikich gatunków, wśród których można wymienić renifera tundrowego i niedźwiedia grizli.

## Turystyka
Centrum turystyczne znajduje się w miejscowości Rogers Pass, lecz informacji turystycznej można zasięgnąć w pobliskim Revelstoke. Na terenie parku znajdują się obecnie dwa kempingi, trzy pola namiotowe oraz dwie górskie chatki, jednakże dotarcie do dwóch chatek jest żmudne i wymaga umiejętności alpinistycznych.